# Lugwere
Lugwere, eller gwere, är ett bantuspråk som talas av gwere-folket (Bagwere), ett Bantu-folk i Ugandas östra delar. Det är nära besläktat med lusoga och luganda som talas i grannområden. Lugwere anses vara livskraftigt. Rulifolket i centrala Uganda talar samma språk men med lite annat uttal.
År 2002 uppskattades det att språket hade 410 000 talare. Lugwere undervisas till barn på lågstadiet. Ytterligare finns det radioprogram och tidningar där språket används.
Språket skrivs med latinska alfabetet. Nya testamentet översattes till lugwere år 2017.